# Aero A-102
De Aero A-102 (ook wel bekend als A.102) is een Tsjechoslowaaks eendekker-jachtvliegtuig gebouwd door Aero. De A-102 was een ontwikkeling op de vraag van de Tsjechoslowaakse luchtmacht voor een jachtvliegtuig in 1934. Het toestel werd niet in dienst genomen, want de Tsjechoslowaakse luchtmacht verkoos de Avia B-35 boven de A-102.

## Specificaties
- Bemanning: 1
- Lengte: 7,30 m
- Spanwijdte: 11,50 m
- Vleugeloppervlak: 18,50 m2
- Leeggewicht: 1 478 kg
- Volgewicht: 2 036 kg
- Motor: 1× een door Walter gebouwde Gnome et Rhône Mistral Major 14Kfs, 670 kW (900 pk)
- Maximumsnelheid: 434 km/h
- Vliegbereik: 670 km
- Plafond: 10 000 m
- Klimsnelheid: 14,3 m/s
- Bewapening:
  - Geweren: 2× vooruit vurende 7,92 mm machinegeweren